# Lewan Dżimszeladze
Lewan Dżimszeladze (ur. 16 lutego 1987) – gruziński wioślarz.

## Osiągnięcia
- Mistrzostwa Europy – Brześć 2009 – dwójka bez sternika – 12. miejsce[1].